# Zebra CF
Der Zebra Clube Futebol Baucau, kurz Zebra, ist ein osttimoresischer Fußballverein. Er ist in Baucau ansässig, der zweitgrößten Stadt des Landes.

## Geschichte
Der Verein wurde am 12. August 1985 gegründet.
2005 nahm der Klub an der ASEAN Club Championship 2005 teil. Dort wurde der Verein zusammen mit dem Nagacorp FC (Kambodscha), der Pahang FA (Malaysia) und Hoàng Anh Gia Lai (Vietnam) in eine Gruppe gelost. Mit einem Sieg (3:0) und zwei Niederlagen (0:8 und 1:14) schloss man die Gruppenphase als Gruppendritter ab und schied damit aus dem Wettbewerb aus. In der Saison 2006 nahm der FC Zebra an der Super Liga teil, die damals als nationale Liga diente. Damals gelangte der Club bis ins Halbfinale, verlor dieses aber ebenso wie das Spiel um den dritten Platz.
2015 erreichte der FC Zebra in der Qualifikationsrunde für die neugegründete LFA Primeira Divisão in der Gruppe B Platz 4 von 5 und verfehlte damit den Einzug in die höchste Liga. In der Spielzeit 2016 spielte der Verein daher in der zweitklassigen LFA Segunda Divisão. Als Zweitplatzierter stieg der Klub für die Saison 2017 in die Primeira Divisão auf. Diese beendete man auf dem vorletzten Platz der Tabelle, so dass der FC Zebra nach einem Jahr gleich wieder in die zweite Liga absteigen musste. In der Saison 2018 kam man auf Platz 4 der zweiten Liga.
Beim Landespokal Taça 12 de Novembro 2016 schied man in der ersten Hauptrunde aus, 2017 und 2018 in der zweiten.

## Ehemalige Spieler
- António Manuel Maulay Ximenes (1983–2016)